# All Systems Go! (musikgrupp)
All Systems Go! är ett kanadensiskt punkband, bildat i Montreal, Quebec 1998 av John Kastner (sång, gitarr) och Mark Arnold (gitarr, sång).
Efter att ha omlokaliserat bandet till Toronto, Ontario blev Frank Daly (bas) och Matt Taylor (trummor) stadigvarande medlemmar. Gruppens självbetitlade debutalbum All Systems Go! utgavs av Bad Taste Records i september 1999. Turnerande som förband till Pearl Jam följde. Kort därefter lämnade basisten Daly bandet eftersom han hade en illvilja mot att turnera.
Daly ersattes av Tom D’Arcy och gruppens första skivmedverkan med den nya sättningen blev 2001 års EP I'll Be Your Radio. EP:n följdes av gruppens andra studioalbum Mon Chi Chi 2002. Gruppen genomgick därefter ytterligare ett basistbyte när D'Arcy ersatte av Karl Alvarez.
Flera års inaktivitet följde, men i januari 2006 släpptes samlingsalbumet A Late Night Snack exklusivt för Itunes. Skivan innehöll tidigare outgivna spår.

## Diskografi

### Album
- 1999 - All Systems Go!
- 2002 - Mon Chi Chi
- 2006 - A Late Night Snack

### EP
- 2001 - I'll Be Your Radio
- 2003 - Tell Vicky

### Singlar
- 2002 - Fascination Unknown

### Fotnoter
1. 1 2 3  Mesquita Borges, Mario. ”All Systems Go!”. Allmusic.com. http://www.allmusic.com/artist/all-systems-go-p466153/biography. Läst 10 januari 2012.
2. ↑  ”All Systems Go!”. Bad Taste Records. Arkiverad från originalet den 22 augusti 2010. https://web.archive.org/web/20100822072110/https://www.badtasterecords.se/bands.asp?id=16. Läst 10 januari 2012.
3. ↑  ”I'll Be Your Radio”. Bad Taste Records. Arkiverad från originalet den 25 augusti 2010. https://web.archive.org/web/20100825231610/https://www.badtasterecords.se/records.asp?id=47. Läst 10 januari 2012.
4. ↑  ”A Late Night Snack”. Itunes. http://itunes.apple.com/us/album/a-late-night-snack/id120363689. Läst 10 januari 2012.